# 永福路 (上海)
永福路，是一條位于上海市徐汇区境内的道路。北至五原路，南至湖南路，为单行道。

## 历史
永福路原名古神父路（法語：Route Pere Huc），由上海法租界开辟。

## 保护
永福路被列入上海市风貌保护道路名录，不得拓宽。

## 建筑
- 永福路131弄1号住宅，徐汇区文物保护点[2]
- 永福路133号住宅，徐汇区文物保护点
- 永福路147弄40号花园住宅，徐汇区文物保护点
- 永福路244号花园住宅，徐汇区文物保护点
- 永福路70号住宅，徐汇区文物保护点